# 卡拉維爾帆船

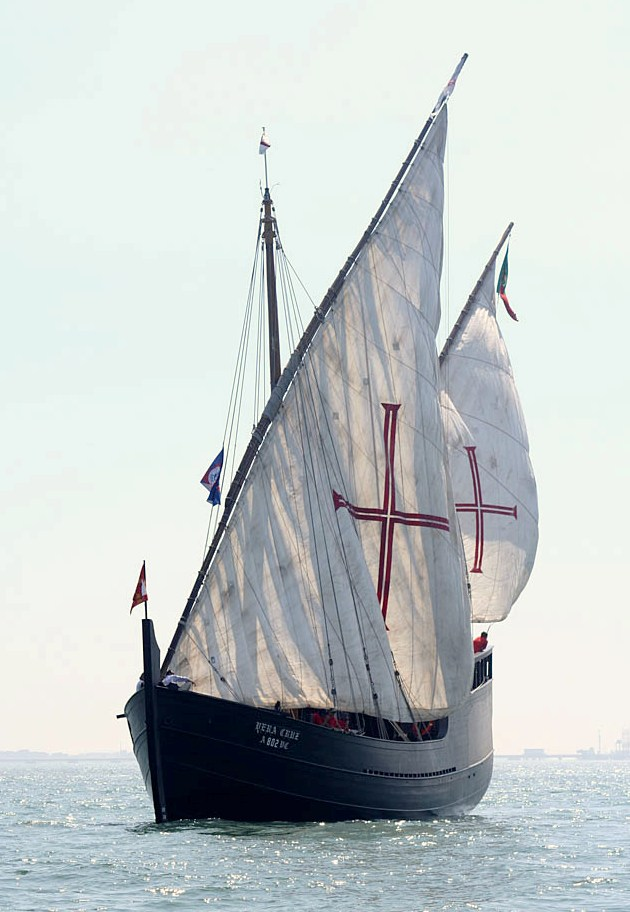
里斯本外海航行的卡拉維爾帆船復刻品

卡拉維爾帆船（Caravel，葡萄牙語為），又譯卡拉維拉帆船，為一款盛行在15世紀的三桅帆船，當時的葡萄牙和西班牙航海家普遍採用它來進行海上探險。這款船是在當時葡萄牙政府的管理下開發，而留下來的文獻並沒有詳細記述開發的經過及明確的時期。
「卡拉維爾」一詞有說是來自葡萄牙語的「橡木材」（Carvalho）之意，但至今未能證實。

## 背景

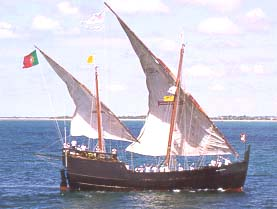
使用三角帆的卡拉維爾帆船

在卡拉維爾帆船盛行的同一時期，也興起了一款稱為克拉克帆船的遠洋帆船。這象徵着歐洲的造船技術已經达到另一個高峰。然而，克拉克帆船雖然適合遠洋航行，但也不是萬能。西班牙人和葡萄牙人雖然採用克拉克帆船對非洲及大西洋進行探險及航行，但由於它的龐大船身需要很多人同時操作，成為了航海家們的一種負擔。此外，克拉克帆船龐大的船身更使它不大適合行走於地中海一帶的狹長海域，而且很容易出現在淺水區觸礁的危險。
為此，撇除遠洋航行的目的後，葡萄牙人建造了一種約重一百噸的小型帆船，這種帆船就是卡拉維爾帆船。它比克拉克帆船更為輕，而且吃水線亦較淺，更適合於沿岸及河川的探險，亦減低船隻的負擔。在船帆方面，它使用了地中海普遍見到的三角帆（又稱拉丁帆），轉舵性能變得更高，船帆更易鼓起，速度亦大幅增加。卡拉維爾帆船滿足了當時冒險家要求的經濟性、普遍性、操舵性及速度，成為當時歐洲最盛行的帆船。

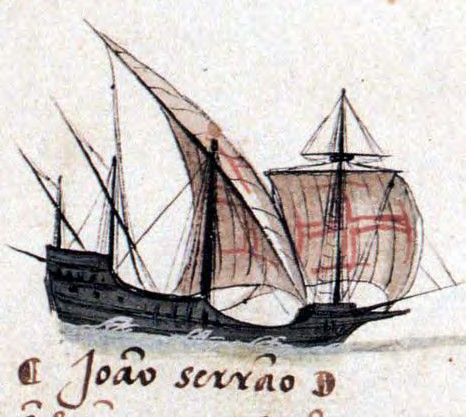

## 改變
初期的卡拉維爾帆船全長大約二十至三十米，重約五十噸，只裝備兩根船桅，船長和船闊比例為3.5：1。這使得船隻平衡力極高，速度及機動性亦可以並存。後來，葡萄牙人發展出新的造船理論，並欲加諸實行。
15世紀末，隨著葡萄牙人發現了好望角，卡拉維爾帆船便開始添加了遠洋航行的特性，這些新的造船理論及技術可以試行。他們嘗試以三桅代替兩桅，並把橫帆和三角帆混合使用，提高了遠洋航行所需的速度。此外，葡萄牙人更把卡拉維爾帆船的船艏樓及船艉樓增高，以提供遠洋航行所需的穩定性。

## 瑣事
哥倫布在進行美洲探險時，除了自己的克拉克帆船旗艦「聖瑪利亞號」外，更帶同兩艘卡拉維爾帆船「平塔號」（Pinta）及「尼娜號」（Niña）隨行。雖然聖瑪利亞號比起隨行船隻更為後世所知，但因為它的船速較慢，令哥倫布對它沒有很大好感。反之，當聖瑪利亞號觸礁沉沒時，哥倫布感到十分歡喜，並立即換乘尼娜號返回歐洲。